# رادا (ویرجینیای غربی)
رادا (به انگلیسی: Rada) یک منطقهٔ مسکونی در ایالات متحده آمریکا است که در شهرستان همپشر، ویرجینیای غربی واقع شده‌است.